# Sacha Judaszko
Sacha Judaszko est un comédien, humoriste, auteur, metteur en scène et chauffeur de salle français né le 21 janvier 1978 à Issy-les-Moulineaux (Hauts-de-Seine).

## Biographie
Il fait ses débuts à la télévision en tant que chauffeur de salle et chroniqueur aux côtés d'Évelyne Thomas, Christophe Dechavanne et Michaël Youn.
De septembre 2010 à juillet 2014, il est surtout connu du grand public français pour avoir participé à l'émission On n'demande qu'à en rire de Laurent Ruquier sur France 2, dont il est l'un des sociétaires. Son sketch Pourquoi Dorothée n'a-t-elle pas rempli Bercy ? diffusé le 7 janvier 2011 a provoqué une polémique chez les fans de Dorothée,. Il devient un pilier de l'émission lors de sa dernière saison accumulant les bonnes notes et écrivant des sketchs pour ses camarades humoristes.
À la rentrée 2013, Sacha Judaszko participe à l'émission Vendredi tout est permis sur TF1. En 2014, il poursuit sa tournée avec son spectacle Sacha chauffe la salle produit par les Chevaliers du Fiel. Il fait aussi la première partie du spectacle de Gad Elmaleh. En parallèle, il continue son métier de chauffeur de salle sur les émissions d'Arthur et dans Touche pas à mon poste ! animé par Cyril Hanouna.
En 2014 Il tourne également dans le film des Chevaliers du fiel ou il interprète le rôle du Curé.
Entre 2015 et 2016, il devient animateur chroniqueur tous les matins sur la radio Rire et Chansons, dans l'émission "La tranche de Gigot" où il écrit et interprète sa chronique matinale "La machine à café de Sacha".
Il tourne également dans le film "Bad Buzz" de Eric et Quentin (de l'émission Le Petit Journal). Il tournera par la suite plusieurs sketchs avec eux pour la télévision.
Depuis l'émission de France 2, il est devenu auteur et metteur en scène de plusieurs pièces de théâtre et écrit aussi pour différents artistes : Gad Elmaleh, Kev Adams, Cauet, Ahmed Sylla, Kamel le magicien, Anthony Kavanagh, Rachid Badouri...

## Spectacles
- 2008-2009 : Sacha ça fait du bien
- 2009-2013 : Le Fabuleux Destin de Sacha le Rouquin
- 2013 : Sacha chauffe la salle
- 2014 : Prête moi ta femme de Sacha Judaszko et Vincent Leroy / Petit Molière du meilleur auteur
- 2015 : Psy sex and fun de Sacha Judaszko et Vincent Leroy
- 2016 : Mon pote est une femme comme les autres, de Anthony Michineau, mise en scène de Luq Hamett, avec Charlotte Valandrey
- 2016 : Faites l'amour pas des gosses de Sacha Judaszko et Sophie Depooter
- 2017 : Libéréee...Divorcéee de Sacha Judaszko et Sophie Depooter
- 2018 : La Moustâche de Sacha Judaszko et Fabrice Donnio, mise en scène Jean-Luc Moreau, théâtre de la Gaîté Montparnasse

## Cinéma
- 2017 : Bad Buzz (de Stéphane Kazandjian)
- 2014 : Repas de famille (de Pierre-Henry Salfati)
- 2002 : Un monde presque paisible (de Michel Deville)

## Radio
- 2013 : Le Grand Direct des Médias, Europe 1
- 2015-2016 : La Tranche de Gigot, Rire et Chansons
- 2019-2020 : Ça fait du bien, Europe 1

## Télévision
- 2009 : Pliés en 4 sur France 4.
- 2010 - 2014 : On n'demande qu'à en rire présentée par Laurent Ruquier sur France 2.
- 2013 : Vendredi tout est permis sur TF1
- 2013 : Et ça vous amuse ?, sur RTL9
- 2016-2017 : Mission Evelyne, sur HD1
- 2017 : Quotidien-Le tif show, sur TF1
- 2018-2020 : La famille tout écran, sur France Télévisions
- 2019 : Le crime lui va si bien (pilote) de Stéphane Kappes : le patron de boite

## Théâtre
- 2022 : Cache-moi si tu peux écrit et réalisé par Sacha Judaszko avec Alex Goude, Léa François et Jane Resmond

## Publicité
En avril 2016, Sacha Judaszko participe à une publicité des magasins Intermarché. Il y joue Julien, un homme émerveillé par des produits alimentaires français.

### On n'demande qu'à en rire
| 1             | Interdiction d'être en maillot de bain en ville | 27 septembre 2010 | 66                      |
| 2             | La classe debout dans les avions | 11 octobre 2010   | 70                      |
| 3             | Comment réduire l'attente aux caisses | 19 octobre 2010   | 67                      |
| 4             | Addict aux jeux à gratter | 26 octobre 2010   | 68                      |
| 5             | 1 Français sur 2 lit aux toilettes | 19 novembre 2010  | 63                      |
| 6             | Pour 1 Français sur 2, on peut aimer et tromper | 5 janvier 2011    | 75                      |
| 7             | Pourquoi Dorothée n'a-t-elle pas rempli Bercy ? | 7 janvier 2011    | 76                      |
| 8             | Le 1er bébé Cadum noir | 28 janvier 2011   | 75                      |
| 9             | Le succès de "Champs-Élysées" | 8 février 2011    | 79                      |
| 10            | On vole plus les Twingo que les Porsche Cayenne (participation d'Olivier de Benoist, Jérémy Ferrari et Babass)                                                              | 22 février 2011   | 71                      |
| 11            | Échapper à un PV en travaillant pour un ministre (participation de Danièle Évenou)                                                                                          | 9 mars 2011       | 66                      |
| 12            | Un politique défroisse un costume sous la douche (participation de Babass)                                                                                                  | 21 mars 2011      | 15/20 (Téléspectateurs) |
| 13            | Un technicien mécontent sur un tournage de film (participation de Constance, Jérémy Ferrari et Eric le pompier)                                                             | 1er avril 2011    | 66                      |
| 14            | 73 % des passagers sourcilleux sur les plateaux repas | 5 avril 2011      | 63                      |
| 15            | Mon prénom ne sera plus Johnny | 19 avril 2011     | 78                      |
| 16            | Les photos chocs sur les paquets de cigarettes | 3 mai 2011        | 77                      |
| 17            | Chauffé par les égouts (participation de Florent Peyre) | 12 mai 2011       | 66                      |
| 18            | Vendeur torse nu sur les Champs-Élysées (participation de Babass et de Jérémy Ferrari)                                                                                      | 9 juin 2011       | 71                      |
| 19            | Les Français no 1 des animaux de compagnie (avec Garnier et Sentou, Nicole Ferroni, Kicékafessa, Babass, Les Lascars Gays et Florent Peyre)                                 | 16 juin 2011      | 78                      |
| 20            | Les contrôleurs SNCF incités à faire du chiffre (participation de Guillaume Sentou et de Babass)                                                                            | 20 juin 2011      | 79                      |
| Spécial été 1 | Le défilé du 14 juillet (en duo avec Les Lascars gays) | 16 juillet 2011   | 88                      |
| Spécial été 2 | Partout où je vais, il pleut (en duo avec Arnaud Tsamere et participation de Eric le pompier)                                                                               | 23 juillet 2011   | 89                      |
| Spécial été 3 | Vous racontez vos vacances à vos collègues de travail (en duo avec Nicole Ferroni et participation de Florent Peyre, Les Lascars Gays, Babass, Jérémy Ferrari et Constance) | 3 septembre 2011  | 16/20 (Téléspectateurs) |

| 21      | Un supérieur utilise la promotion canapé (participation de Constance)                                                                  | 9 septembre 2011  | BUZZ (14/20 du public)                     |
| 22      | Un enterrement de vie de garçon qui tourne mal                                                                                         | 12 septembre 2011 | 15/20 (Téléspectateurs)                    |
| 23      | Le championnat de France des râleurs                                                                                                   | 24 septembre 2011 | 78                                         |
| 24      | La sortie du "Roi Lion" en Blu-Ray (participation de Garnier et Sentou)                                                                | 29 septembre 2011 | 74                                         |
| 25      | 10e Nuit Blanche à Paris | 7 octobre 2011    | 70                                         |
| 26      | Une banque du sperme refuse les roux                                                                                                   | 12 octobre 2011   | 57 (Repêchage)                             |
| 27      | Un gagnant au Loto qui ne va pas chercher ses gains (participation d'Arnaud Tsamere et Nicole Ferroni)                                 | 7 novembre 2011   | 16/20 (Téléspectateurs)                    |
| 28      | Le nouveau présentateur de "La roue de la fortune" (participation des Kicékafessa et Guillaume Sentou)                                 | 22 novembre 2011  | 75                                         |
| 29      | Pourquoi je n'ai toujours pas vu "Intouchables"                                                                                        | 8 décembre 2011   | 73                                         |
| 30      | Savoir lire une ordonnance (participation de Pascal Rocher, Babass et Arnaud Tsamere)                                                  | 7 janvier 2012    | 73                                         |
| 31      | Le mystère du trésor du RER B (participation de Guillaume Sentou en voix-off)                                                          | 10 janvier 2012   | 67                                         |
| 32      | La RE 60, la voiture la moins chère du monde (participation de la troupe Dance India)                                                  | 1er février 2012  | 76                                         |
| 33      | Un match de tennis de 5h53 (participation de Nelson Monfort, Pierre Diot et Garnier et Sentou en tant que figurants)                   | 7 février 2012    | 84                                         |
| 34      | J'ai gonflé mon CV pour m'en sortir | 23 février 2012   | 66                                         |
| 35      | Une nouvelle émission de télé-achat (participation de Vérino et Ahmed Sylla en voix-off)                                               | 7 mars 2012       | 82                                         |
| 36      | Un ascenseur pour l'espace (participation de Kevin Razy, Lamine Lezghad et Babass)                                                     | 22 mars 2012      | 70                                         |
| 37      | Les Français vont voir l'ostéopathe (participation de Ahmed Sylla et d'une spectatrice)                                                | 4 avril 2012      | 67                                         |
| Prime 2 | Parodie de "The Voice" (participation de Donel Jack'sman, Nicole Ferroni et des Kicékafessa)                                           | 13 avril 2012     | 139/200 (Jury : 69 - Téléspectateurs : 70) |
| 38      | Le radar qui insulte les automobilistes (participation de Artus, Sandra Colombo et Ahmed Sylla)                                        | 30 avril 2012     | 78                                         |
| 39      | Ja dois annoncer ma défaite à mes militants (participation de Arnaud Tsamere, Jérémy Ferrari, Babass, Nicole Ferroni et Majid Berhila) | 16 mai 2012       | 83                                         |
| 40      | Un fan de Johnny Hallyday va à un de ses concerts (participation de Kevin Razy)                                                        | 12 juin 2012      | 70                                         |
| 41      | Un libraire qui conseille ses clients (participation des Kicékafessa, Vérino, Ahmed Sylla, Artus, Waly Dia et Les Décaféinés)          | 26 juin 2012      | 76                                         |

| 42      | J'ai vu le président dans le TGV | 6 septembre 2012  | 83                                         |
| 43      | En plein achat des fournitures scolaires | 15 septembre 2012 | 79                                         |
| 44      | La corrida de retour à la télévision espagnole (participation de Sandra Colombo) | 17 septembre 2012 | 15/20 (Téléspectateurs)                    |
| 45      | Un milliardaire veut quitter la France (participation de Pierre Diot et Vérino) | 25 septembre 2012 | 85                                         |
| 46      | Accouchement dans le métro (participation de Steeven & Christopher, Ahmed Sylla et Artus) | 8 octobre 2012    | 73                                         |
| 47      | Tout faire pour éviter une ex (participation du Jury) | 10 octobre 2012   | 73                                         |
| 48      | Indemne après une collision avec un TGV | 19 octobre 2012   | 74                                         |
| 49      | La statue de Nolwenn Leroy au Grévin (participation de Steeven & Christopher, Ahmed Sylla et Céline Holynski)                                                                                                 | 29 octobre 2012   | 86                                         |
| 50      | Je m'habille made in France comme Montebourg (participation de Jacques et Romain Cheylan) | 7 novembre 2012   | 15/20 (Téléspectateurs)                    |
| 51      | Un taxi qui ne connaît pas Paris (participation de Donel Jack'sman) | 8 novembre 2012   | 84                                         |
| 52      | Le retour du chanteur Antoine (participation de Jérémy Michalak) | 19 novembre 2012  | 62                                         |
| 53      | Un livre érotique à l'origine de divorce (participation d'Aymeric Lompret) | 27 novembre 2012  | 16/20 (Téléspectateurs)                    |
| 54      | Donner ou pas un pourboire au serveur | 13 décembre 2012  | 80                                         |
| 55      | Un chien opéré comme un homme (participation de Aymeric Lompret, Julie Villers et deux chiens) | 7 janvier 2013    | 68                                         |
| 56      | Les skippers bluffent dans le Vendée Globe (participation de Ahmed Sylla, Céline Holynski et Carole Guisnel)                                                                                                  | 9 janvier 2013    | 80                                         |
| 57      | Je tiens le café à côté de chez Depardieu, en Belgique (participation de Cyril Etesse, Kevin Razy et Anthony Joubert)                                                                                         | 24 janvier 2013   | 69                                         |
| 58      | Regarder deux programmes différents sur la même TV (participation d'Anthony Joubert et Paco) | 30 janvier 2013   | 91                                         |
| 59      | C'est la panne d'électricité (participation d'Anthony Joubert et Eugénie Anselin) | 7 février 2013    | 98                                         |
| Prime 4 | Les Victoires de la Musique (participation de Romain Cheylan, Cyril Étesse, Arnaud Tsamere, Anthony Joubert, Trong Voba et les danseuses de Sevy Vilette et Stéphane Jarny et intervention de Jean Benguigui) | 9 février 2013    | 174/200 (Jury : 84 - Téléspectateurs : 90) |
| 60      | Le retour du Bachelor (participation d'Ahmed Sylla, Olivier Siroux, Karim Amrouni, Romain Cheylan et Anaïs Tihay)                                                                                             | 14 février 2013   | 94                                         |
| 61      | Je fraude au péage sur l’autoroute (participation d'Ahmed Sylla, Anthony Joubert, Cyril Etesse et Aymeric Lompret)                                                                                            | 21 février 2013   | 85                                         |
| 62      | Le cirque, un métier à risque (participation d'Ahmed Sylla, Anthony Joubert, Cyril Etesse et Donel Jack'sman)                                                                                                 | 22 février 2013   | 87                                         |
| 63      | Je suis le nouveau Bruce Willis (participation de Romain Cheylan et Alexandre Maublanc) | 4 mars 2013       | 99                                         |
| 64      | Je suis le vétérinaire qui a adopté un pitbull gay | 14 mars 2013      | 71                                         |
| 65      | Hommage à Steven Spielberg (participation de Cyril Etesse, Babass, Alexandre Maublanc et Thierry Marquet) | 19 mars 2013      | 98                                         |
| 66      | Championnat du monde de patinage artistique (participation de Florent Peyre, Anthony Joubert et Anaïs Tihay)                                                                                                  | 4 avril 2013      | 89                                         |
| 67      | A la Foire du Trône (participation d'Anthony Joubert, Garyas et Anaïs Tihay) | 17 avril 2013     | 94                                         |
| 68      | Sur le tournage d'un film X (participation de Anthony Joubert et en voix off Cyril Étesse) | 19 avril 2013     | 93                                         |
| 69      | Finalement, j'avoue tout (participation de Lola Bigard et Bengui) | 29 avril 2013     | 97                                         |
| 70      | Une partie d'échecs (participation d'Arnaud Tsamere, Babass, Aymeric Lompret, Ahmed Sylla, Donel Jack'sman et Les Lascars Gays)                                                                               | 13 mai 2013       | 74                                         |
| 71      | La chasse aux loups (participation d'Ahmed Sylla, Les Lascars Gays et de Jérémy Michalak) | 14 mai 2013       | 99                                         |
| 72      | Une nouvelle parodie de l'inspecteur Derrick (participation de Donel Jack'sman, Les Lascars Gays, Clement Parmentier et Ahmed Sylla)                                                                          | 22 mai 2013       | 99                                         |
| 73      | Se faire tatouer de son entreprise (participation de Majid Berhila) | 17 juin 2013      | 78                                         |
| 74      | Comment faire passer son singe à La douane ? (participation d'Ahmed Sylla, Cyril Etesse et Jean-Claude Muaka)                                                                                                 | 20 juin 2013      | 78                                         |
| 75      | Compétition de combat libre dans une cage (participation de Jérémy Michalak, deux catcheurs, Romain Cheylan, Cyril Etesse, Aymeric Lompret, Anthony Joubert et Kevin Razy)                                    | 28 juin 2013      | 100                                        |
| Prime 6 | Le village préféré des Français (participation de Jean-Marie Bigard, Babass, Anthony Joubert et Les Lascars gays)                                                                                             | 28 juin 2013      | 175/200 (Jury : 87 - Téléspectateurs : 88) |

| Non noté 1 | Luxe et démesure : les voyages no-limit des ultra-riches (participation d'Arnaud Tsamere et un spectateur)         | 21 avril 2014  |
| Non noté 2 | La mode des restos éphémères (participation d'Anaïs Tihay, Bonaf, Romain Cheylan et Nicolas Meyrieux)              | 30 avril 2014  |
| Non noté 3 | Je suis une cougar et j'assume (participation de Bruno Guillon, Romain Cheylan, Anthony Sanzach et un spectateur)  | 14 mai 2014    |
| Non noté 4 | Le premier bébé : tsunami du couple (participation de Vérino et Alex N'Guyen)                                      | 20 mai 2014    |
| Non noté 5 | Discothèques : les pistes se vident (participation de Jean-Claude Muaka, Bonaf, Laurent Thibault et les autres)    | 20 juin 2014   |
| Non noté 6 | Une nouvelle vie pour les objets d'avant (participation de Cyril Etesse, Arnaud Tsamere et Florent Peyre)          | 26 juin 2014   |
| Non noté 7 | Les animaux aussi ont droit à leurs vacances (participation de Cyril Etesse, Antoine Schoumsky et Anthony Joubert) | 4 juillet 2014 |

Le 9 septembre 2011, pour son premier sketch de la saison 2 Un supérieur utilise la promotion canapé, Sacha Judaszko s'est fait buzzer par Jean Benguigui et Catherine Barma : vers la fin du sketch, il se met soudainement à lécher les pieds de Constance, sa partenaire, provoquant à la fois l'hilarité du public et le dégoût de Jean Benguigui et Catherine Barma qui ont préféré l'interrompre. Sacha Judaszko a obtenu 14/20 du public et a été soumis au vote des téléspectateurs le lundi suivant, où il a obtenu 15/20.
Il a participé au deuxième prime, mais n'a pas été sélectionné pour le spectacle On n'demande qu'à en rire au Casino de Paris. En revanche, il participe au 4e prime et cette fois ci, il a été sélectionné pour la 2e édition.
Sacha est également l'actuel chauffeur de salle de l'émission Les Enfants de la Télé et Vendredi, tout est permis avec Arthur ; il y est, par ailleurs, présenté par Arthur dans l'émission du 8 septembre 2012.
De son sketch du 62e passages Le cirque, un métier à risque à 75e passages Compétition de combat libre dans une cage, Sacha Judaszko fait des misères à Jérémy Michalak en lui recouvrant le visage de ketchup ou en lui faisant goûter du wasabi.
Il obtient 100/100 à une reprise lors de la saison 3.
Son dernier sketch de la saison 3 mettant en scène la vengeance de Jérémy Michalak lui permet d'obtenir un 100/100.
Lors du Prime 6, il termine à la 4e place.
Il a une moyenne de 75 points par sketch (spécial été et Primes compris).
Lors de la semaine du 14 avril au 18 avril 2014, Sacha est le parrain d'On n'demande qu'à en rire. Il pourra repêcher les candidats qui n'ont pas eu la moyenne.